# Pinéa
La Pinéa est un sommet du département français de l'Isère culminant à 1 771 mètres d'altitude dans le massif de la Chartreuse, dans les Alpes. Il se présente sous la forme d'un éperon rocheux avec une forte inclinaison.

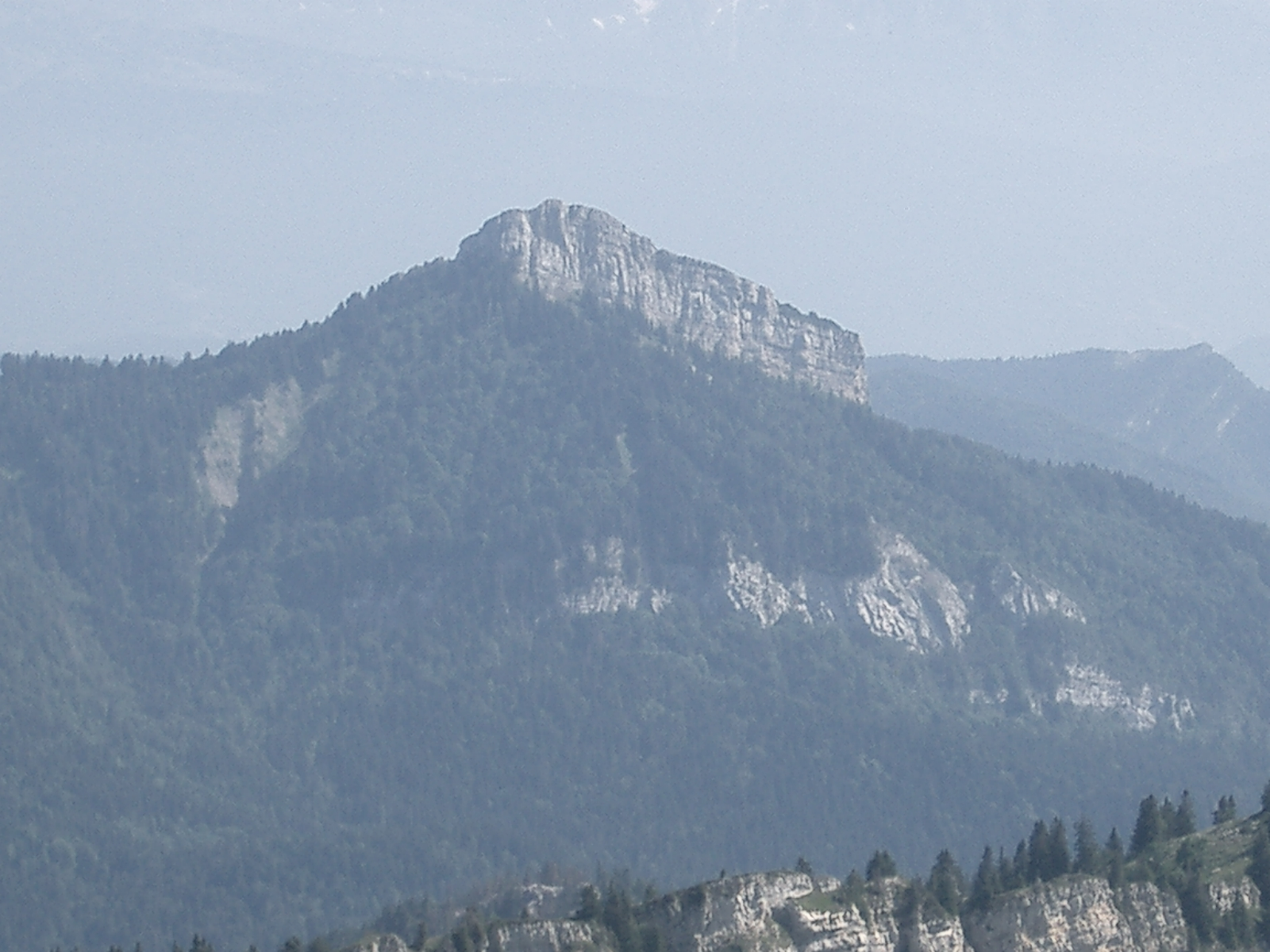
Face Nord-ouest, depuis le sommet de la Grande Sure
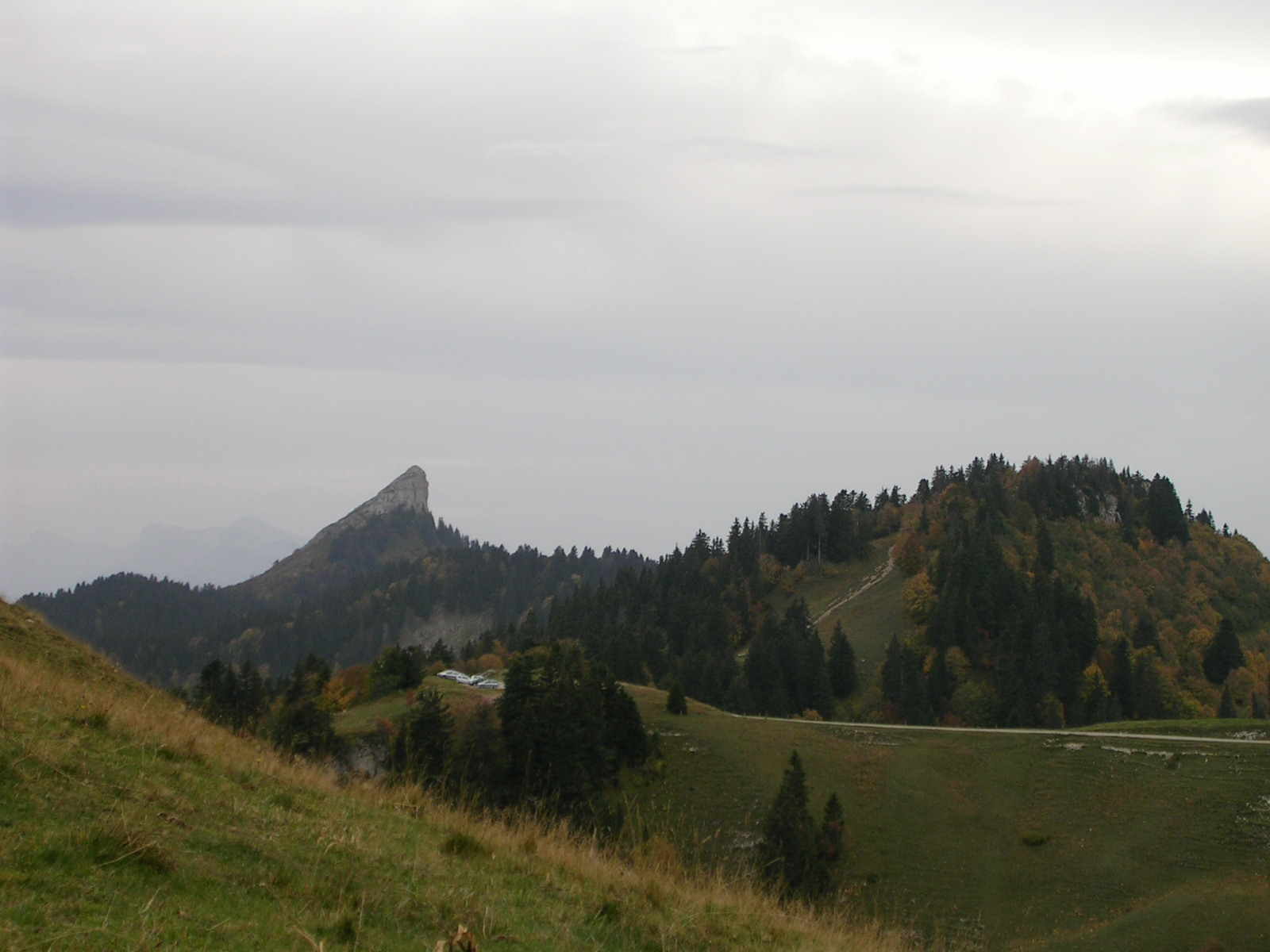
Face Nord, depuis le Charmant Som